# Hausberggraben (Rötschbach)
Der Hausberggraben ist ein gut 0,5 Kilometer langer Waldbach im Gebiet der Marktgemeinde Semriach im Bezirk Graz-Umgebung in der Steiermark. Er entspringt im östlichen Grazer Bergland und mündet von rechts kommend in den Rötschbach.

## Verlauf
Der Hausberggraben entsteht in einem Waldgebiet am Nordosthang des Semriacher Hausbergs nordwestlich der Streusiedlung Augraben auf etwa 679 m ü. A. Rund 160 Meter östlich der Quelle verläuft die Landesstraße L318, die Semriacherstraße.
Der Bach fließt anfangs relativ gerade nach Ostsüdosten, ehe er nach circa 160 Metern die Landesstraße L318 unterquert. Nach dieser Querung schwenkt er in seinem Kurs nach Ostnordosten. Diesen Ostnordostkurs verlässt der Bach nach etwa 140 Metern, ehe er das Waldgebiet verlässt und schwenkt auf einen Südostkurs, auf dem er bis zu seiner Mündung bleibt. Auf diesem letzten Abschnitt folgt der Bach grob den Verlauf eines Feldweges, den er wenige Meter vor seiner Mündung auch quert und fließt direkt am Gasthofs Alter Sandwirt vorbei. Der Hausberggraben fließt durch einen Graben, der sowohl im Norden als auch im Süden von Ausläufern des Semriacher Hausberges gebildet wird.
Nach gut 0,5 Kilometer langem Lauf mündet der Bach mit einem mittleren Sohlgefälle von rund 27 % etwa 137 Höhenmeter unterhalb seines Ursprungs südlich des Kesselfalls und der nach ihm benannten Kesselfallklamm, im nördlichen Teil der Streusiedlung Augraben, etwa 15 Meter östlich das Gasthofs Alter Sandwirt und direkt nördlich der Kesselfallstraße in den Rötschbach.
Auf seinem Lauf nimmt der Hausberggraben keine anderen Wasserläufe auf.